# Dresden Leipziger Bahnhof

Der Leipziger Bahnhof war der erste Bahnhof in der sächsischen Landeshauptstadt Dresden. Er lag unweit des heutigen Bahnhofs Dresden-Neustadt in der Leipziger Vorstadt und war Endpunkt der 1839 eingeweihten ersten deutschen Ferneisenbahn Leipzig–Dresden.
Der rasante Anstieg des Verkehrsaufkommens und die Verknüpfung zu neu erbauten Bahnlinien machten bereits in den ersten Jahrzehnten seiner Existenz wesentliche Erweiterungen sowie Um- und Neubauten notwendig. Mit der umfassenden Neugestaltung der Dresdner Eisenbahnanlagen im ausgehenden 19. Jahrhundert verlor der Bahnhof schließlich seine Funktion im Personenverkehr, die fortan vom neugebauten Bahnhof Dresden-Neustadt übernommen wurde. Die Güterverkehrsanlagen werden dagegen bis heute als Güterbahnhof Dresden-Neustadt weiter genutzt.

## Lage und Umgebung

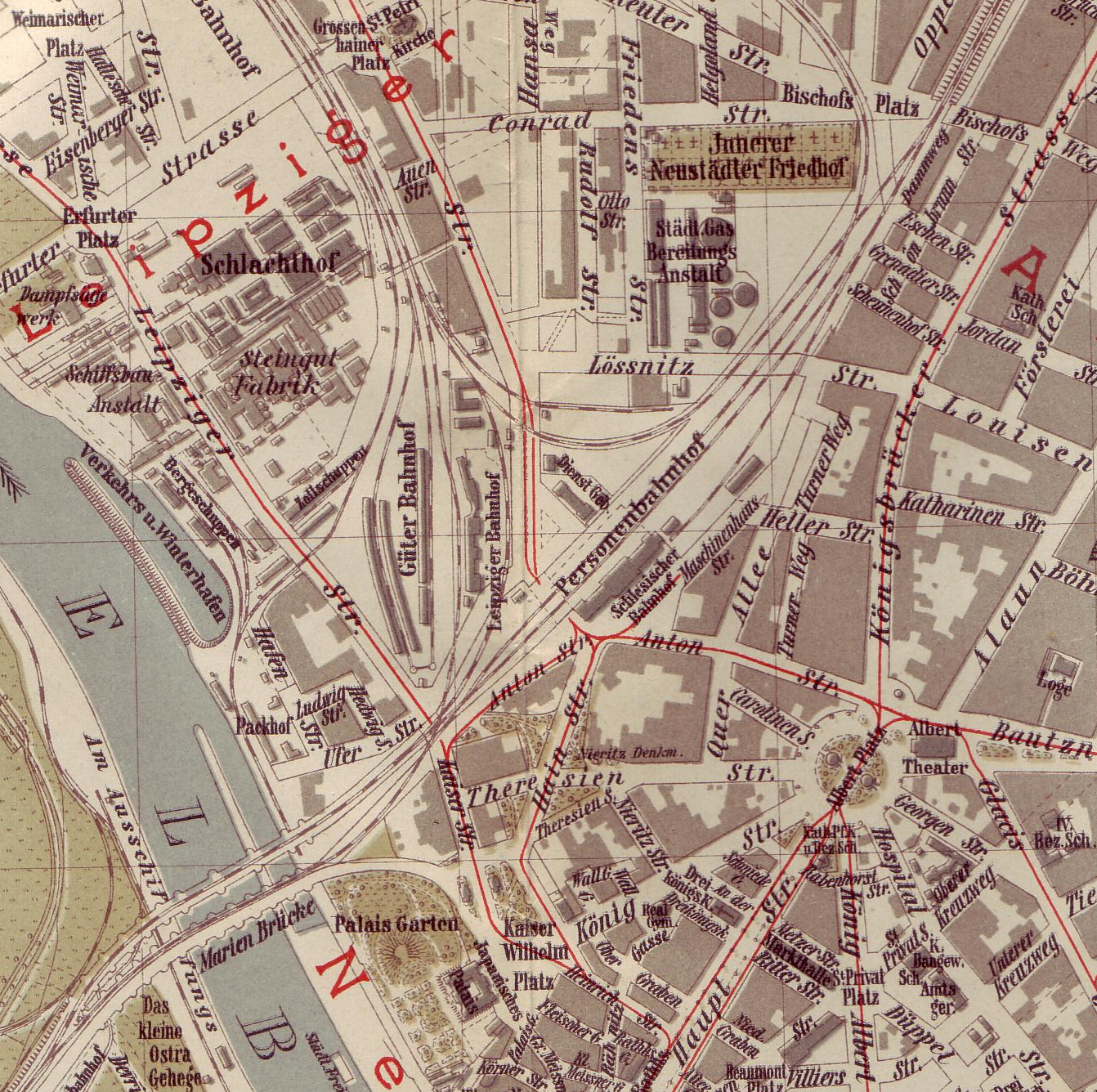
Leipziger und Schlesischer Bahnhof um 1900

Der Leipziger Bahnhof lag in nordöstlicher-südwestlicher Richtung zwischen der Großenhainer und der Leipziger Straße. Nach Südwesten begrenzte ursprünglich der damalige Leipziger Platz die Bahnanlagen; heute markiert die Eisenbahnstraße das Ende des Bahngeländes. In Richtung Nordosten wuchs die Bahnanlage im Laufe der Zeit und erreichte kurz vor dem heutigen Abzweig Pieschen ihre größte Ausdehnung.

## Geschichte

### Im Betrieb der Leipzig-Dresdner Eisenbahn-Compagnie
Das Direktorium der Leipzig-Dresdner Eisenbahn-Compagnie (LDE) entschied sich aufgrund der günstigeren topographischen Verhältnisse, die Bahnstrecke zwischen Dresden und Riesa rechtselbisch zu trassieren. Folglich musste der Dresdner Endpunkt, der Leipziger Bahnhof, auf Neustädter Elbseite gewählt werden, obwohl dies grundsätzlich als nachteilig angesehen wurde. Im Jahr 1837 begannen die Bauarbeiten am Bahnhof und ab dem 19. Juli 1838 wurden die Bahnhofsanlagen für den Bahnbetrieb genutzt. Ab Dresden fuhren zunächst Züge auf der bereits fertiggestellten Teilstrecke bis Weintraube sowie ab dem 16. September 1838 bis Oberau. Festlich eingeweiht wurde der Leipziger Bahnhof jedoch erst gleichzeitig mit der feierlichen Eröffnung der Gesamtstrecke bis Leipzig am 7. April 1839, fast neun Monate nach Betriebsbeginn.

Empfangsgebäude ca. 1885

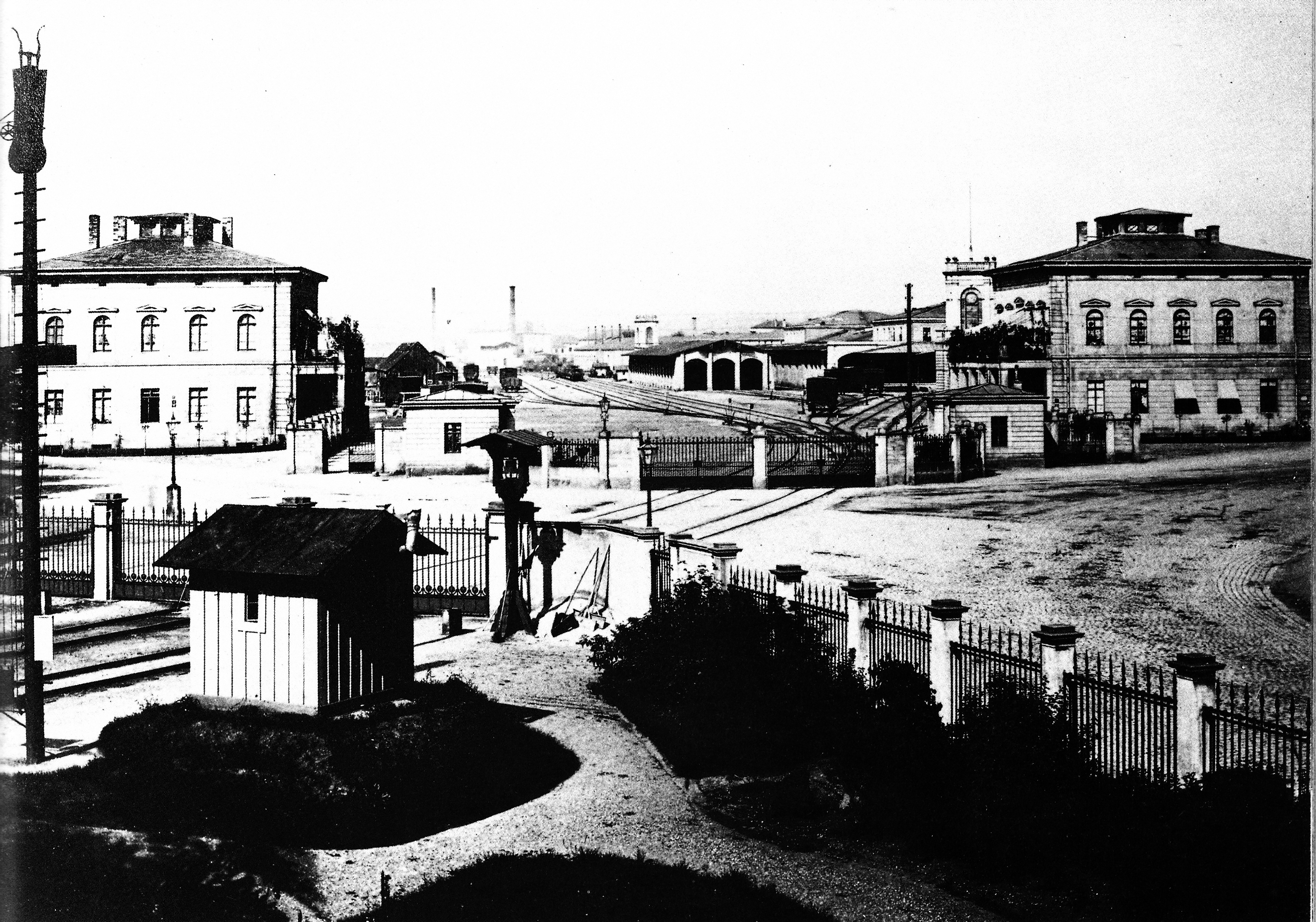
Der Bahnhofskopf im Jahr 1861; die Verbindungsgleise im Vordergrund führten über die Marienbrücke zur Sächsisch-Böhmischen Staatseisenbahn (Dresden–Bodenbach)

Das im Gefälle liegende Hauptgleis in Richtung Leipzig begünstigte im Jahr 1846 eine eisenbahnbetriebstechnische Erfindung: Im Leipziger Bahnhof wurde erstmals die Schwerkraft zum Rangieren von Wagen genutzt. Eine Lokomotive zog die zu rangierenden Wagen auf das geneigte Gleis und nach Stellen der entsprechenden Weichen ließ man die Wagen auf das gewünschte Gleis abrollen. Dieses Prinzip wird bis heute auf Rangierbahnhöfen mit Ablaufberg angewandt.
Die am 1. September 1847 eröffnete Bahnstrecke Dresden–Görlitz fand im benachbarten Schlesischen Bahnhof ihren Endpunkt. Die spitzwinklige Lage der beiden Bahnhöfe zueinander ermöglichte keine betriebstechnisch zufriedenstellende Verbindung. Dennoch wurde ein Verbindungsgleis gebaut, das den Frachthof des Schlesischen Bahnhofs mit dem Gleisvorfeld des Leipziger Bahnhofs verband. Dort stellte eine Drehscheibe die Verbindung her.
Schon bald war der erste Leipziger Bahnhof jedoch zu klein und veraltet. Im Jahr 1847 baute die LDE die Bahnanlagen erstmals um und errichtete ein neues, seitlich angeordnetes Empfangsgebäude. Vor 1852 erhielt der Bahnhof noch weitere Neubauten, die sich zeitlich jedoch nicht genau einordnen lassen, namentlich ein Maschinenhaus, zwei Güterschuppen, einen Zollschuppen und eine Wagenremise. Kurz darauf erfuhr der Bahnhof von 1852 bis 1857 erneut eine wesentliche Erweiterung und Umgestaltung. Der am 19. Mai 1857 zur Abreise von König Johann, seiner Gattin Königin Amalie sowie seiner Kinder Sidonie und Sophie nach Italien eingeweihte, wesentlich größere Empfangskomplex blieb schließlich bis zur Neugestaltung der Dresdner Bahnanlagen um die Jahrhundertwende in Betrieb.
Der Umbau der Bahnanlagen in kurzem Abstand war unter anderem der deutlichen Steigerung der Verkehrsleistung geschuldet. Von drei Zugpaaren täglich zur Eröffnung wuchs die Verkehrsleistung bis 1876 auf 44 Personenzüge (im Sommer 56) sowie 20 bis 24 Güterzüge mit je 170 Achsen täglich. Der Gesamtgüterumschlag im Leipziger Bahnhof betrug in jenem Jahr fast 275.500 t. Daneben waren sowohl Betriebsabläufe als auch Betriebsmittel in den ersten Eisenbahnjahrzehnten noch einem schnellen Veränderungsprozess unterworfen. Beispielsweise konnten die im ersten Bahnhof verwendeten Drehscheiben mit einem Durchmesser von nur 3,4 m nicht lange verwendet werden.
Bereits seit 1852 bestand über die neu erbaute Marienbrücke eine Bahnverbindung zwischen dem Leipziger und dem Schlesischen Bahnhof auf Neustädter Elbseite und den Bahnhöfen auf Altstädter Elbseite. Somit waren direkte Verbindungen Leipzig–Dresden–Prag–Wien möglich.
Die Betriebsanlagen erfuhren in den Jahren 1868/1869 eine Erneuerung. Der neue Maschinenbahnhof bestand aus einem rechteckigen Lokomotivschuppen mit 25 Ständen, einer Werkstatt mit 20 Ständen, einem Kohlenschuppen sowie einer Bekohlungsanlage. Später kam noch ein Ringlokschuppen für zwölf Maschinen hinzu. Damit erreichten die Anlagen des Leipziger Bahnhofs ihre größte Ausdehnung. Die beiden Lokomotivschuppen sowie das Werkstattgebäude blieben bis 2010 erhalten.

### Nach der Verstaatlichung der LDE
Zum 1. Januar 1876 erwarb der sächsische Staat die Leipzig-Dresdner Eisenbahn. Fortan verkehrten durchgehende Züge zwischen Leipzig und Bodenbach und die Richtungsfunktionen der Hallen des Bahnhofs mussten teilweise aufgegeben werden. Die bauliche Substanz des Bahnhofs blieb dagegen nach dem Übergang in Staatseigentum bis zur Umgestaltung des Eisenbahnknotens Dresden erhalten.
Diese erfolgte von 1892 bis 1901 und erforderte den Abriss der am weitesten stadteinwärts gelegenen Anlagen. Seitdem begrenzt die Eisenbahnstraße die Bahnanlagen auf dieser Seite. Am 1. März 1901 markierte der Bodenbach-Leipziger Schnellzug 2, der um 3:55 Uhr im Leipziger Bahnhof ankam und um 4:00 Uhr in Richtung Leipzig weiterfuhr, das Ende des Personenverkehrs am Leipziger Bahnhof. Fortan übernahm der Bahnhof Dresden-Neustadt die Abfertigung des Personenverkehrs.

### Weiterbetrieb als Güterbahnhof Dresden-Neustadt

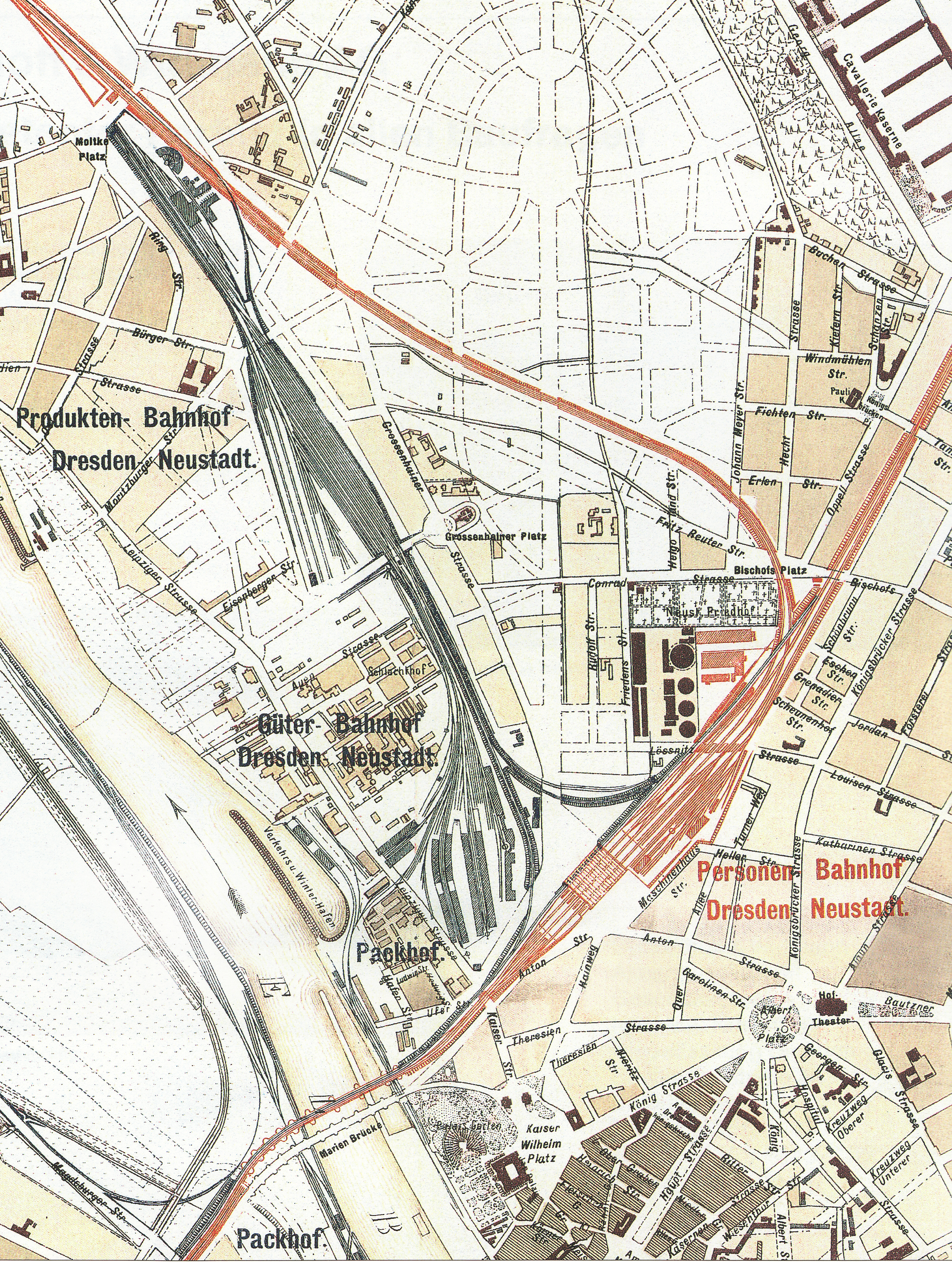
Entwurfsplanung der Bahnanlagen des Personenbahnhofs und des Güterbahnhofs Dresden-Neustadt (1895)

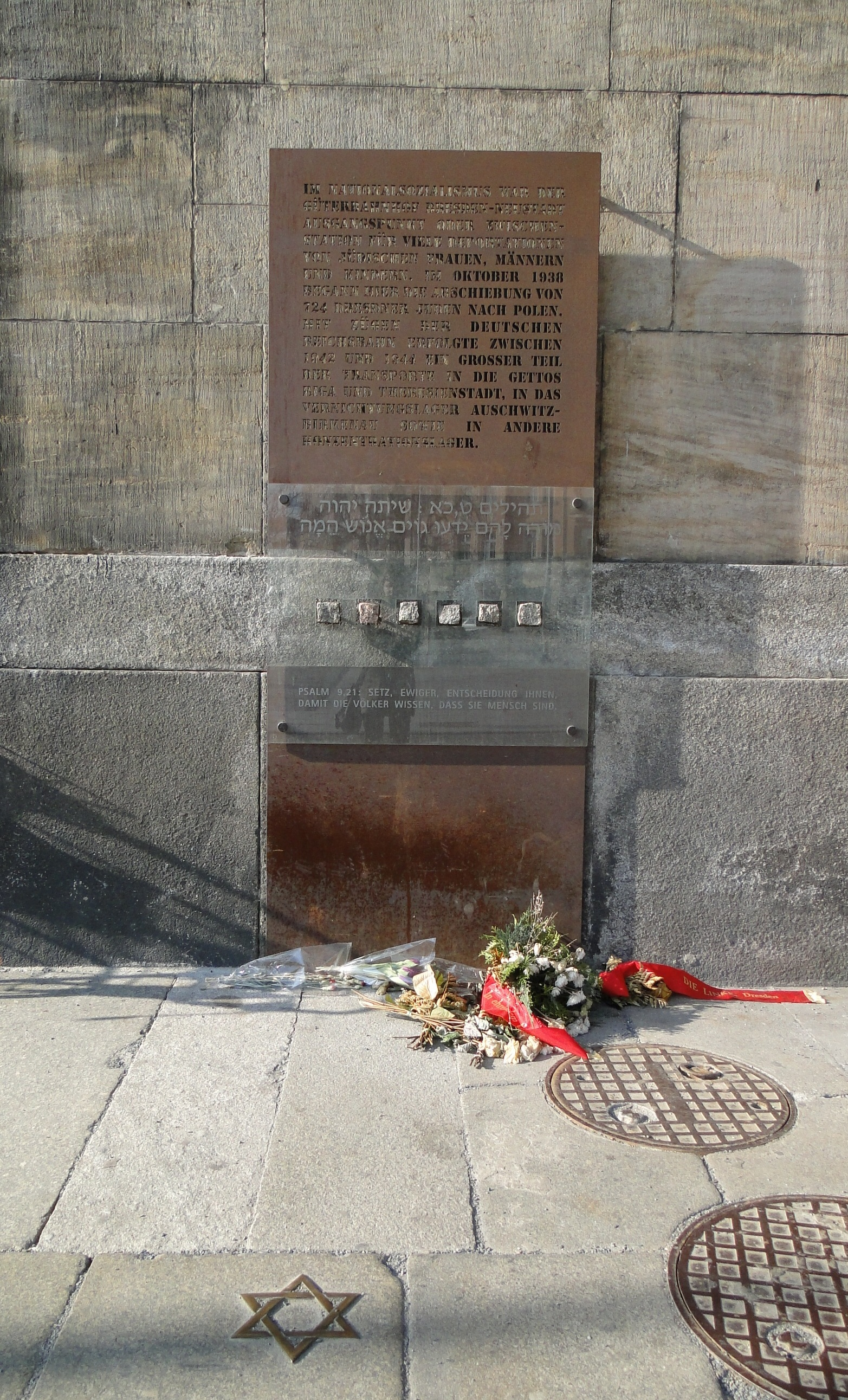
An die Deportation von Juden über den Neustädter Güterbahnhof erinnern eine Gedenktafel und ein im Fußweg befindlicher Davidstern vor dem rechten Eingang des benachbarten Personenbahnhofs Dresden-Neustadt.

Zum Güterbahnhof Dresden-Neustadt umgebaut, fand der Großteil der Bahnanlagen weiterhin Verwendung. Die von den Leipziger Bahnhofsbauten übernommenen Gebäude dienten überwiegend dem Stückgutumschlag, aber auch Post- und Expressgüterzüge endeten dort. Daneben diente der Bahnhof dem Ortsgüterverkehr, übernahm die Bedienung der Neustädter Elbkaianlagen und wickelte teilweise den Güterfernverkehr in und aus Richtung Oberlausitz ab. Im Ortsgüterverkehr verknüpften Übergabefahrten den Neustädter Güterbahnhof mit dem Rangierbahnhof Dresden-Friedrichstadt. Rangierlokomotiven verteilten die Wagen in Dresden-Neustadt weiter und fuhren Nahgüterzüge nach Coswig, Radebeul und das Industriegelände in der Albertstadt.
Während des Zweiten Weltkriegs war der Güterbahnhof Dresden-Neustadt Ausgangspunkt zweier Deportationszüge. Am 21. Januar 1942 verließ ein Zug mit 224 Juden aus dem Regierungsbezirk Dresden-Bautzen in ungeheizten Güterwagen den Bahnhof und erreichte vier Tage später das Ghetto Riga. Ein gutes Jahr später, am 3. März 1943, wurden 293 Juden aus Dresden in einen weiteren Transport verladen. Sie hatten zuvor Zwangsarbeit bei der Zeiss Ikon AG leisten müssen und in Baracken im Judenlager Hellerberg gelebt. Ziel des zweiten Transports mit insgesamt 1500 Deportierten von unterschiedlichen Orten war das KZ Auschwitz-Birkenau. Unmittelbar nach der Ankunft fanden etwa 820 von ihnen in den Gaskammern den Tod.
Während der Luftangriffe auf Dresden im Jahr 1945 trafen mehrere Brandbomben das ehemalige Empfangsgebäude; zwei Gebäudeteile wurden danach abgetragen.

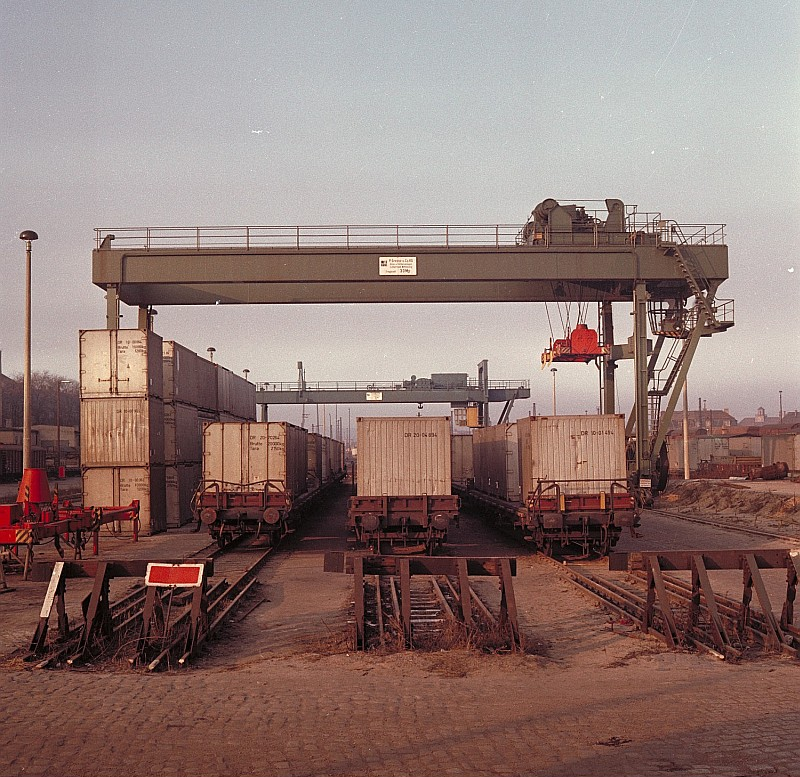
Container-Terminal am Güterbahnhof Dresden-Neustadt (1972)

Im Jahr 1968 wurde an der Gehestraße ein Container-Terminal (Containerbahnhof Dresden-Neustadt) mit zwei Portalkränen eröffnet. Lange Zeit stellte es die einzige Anlage dieser Art im Großraum Dresden dar und diente fortan als Ausgangs- und Endpunkt für den Ganzzug-Containerverkehr über Berlin zum Überseehafen Rostock.
Noch 1989 war ein Wiederaufbau der zerstörten Gebäudeteile geplant, sie sollten für eine Zentralisierung der Expressgutabfertigung genutzt werden. Die Wende beendete diese Planungen jedoch und stellte eine Zäsur in der Geschichte des Güterbahnhofs dar. Die Bedienung der Gleisanschlüsse und Lagerhallen am Neustädter Elbufer kam gänzlich zum Erliegen und der Stückgutverkehr nahm wie der Postverkehr deutlich ab. Im Container-Verkehr änderte sich zunächst nur die Hauptverkehrsrichtung und das Terminal übernahm vorrangig Umschlag im Ost-West-Verkehr. Am 2. November 2005 übernahm jedoch das neue Container-Terminal im Güterverkehrszentrum Dresden-Friedrichstadt den Container-Umschlag. Das Terminal in Dresden-Neustadt entsprach nicht mehr den aktuellen Leistungsstandards und wurde geschlossen.

## Nachnutzung und Ausblick
In Zukunft könnte das Gebiet um den Neustädter Hafen im Rahmen des vorgeschlagenen Masterplans Leipziger Vorstadt – Neustädter Hafen neu entwickelt werden. Auf dem Gelände des Leipziger Bahnhofs plant die Globus SB-Warenhaus Holding einen SB-Markt sowie weitere Dienstleistungsbetriebe und gastronomische Einrichtungen. Im ehemaligen Empfangsgebäude des Leipziger Bahnhofs ist ein kleines List-Museum geplant. Das Globus-Projekt ist in Dresden umstritten, einerseits wäre das brach liegende Gelände revitalisiert und das ehemalige Empfangsgebäude könnte denkmalschutzgerecht einer neuen Nutzung übergeben werden, andererseits verfügt die Stadt bereits über ein dichtes Angebot von Lebensmittelgeschäften und Discountern, wodurch ein Verdrängungswettbewerb befürchtet wird. Außerdem eröffnete im Juli 2015 mit dem Edeka am Hochhaus am Albertplatz in 700 Metern Entfernung ein weiterer großer Lebensmittelmarkt.

## Beschreibung

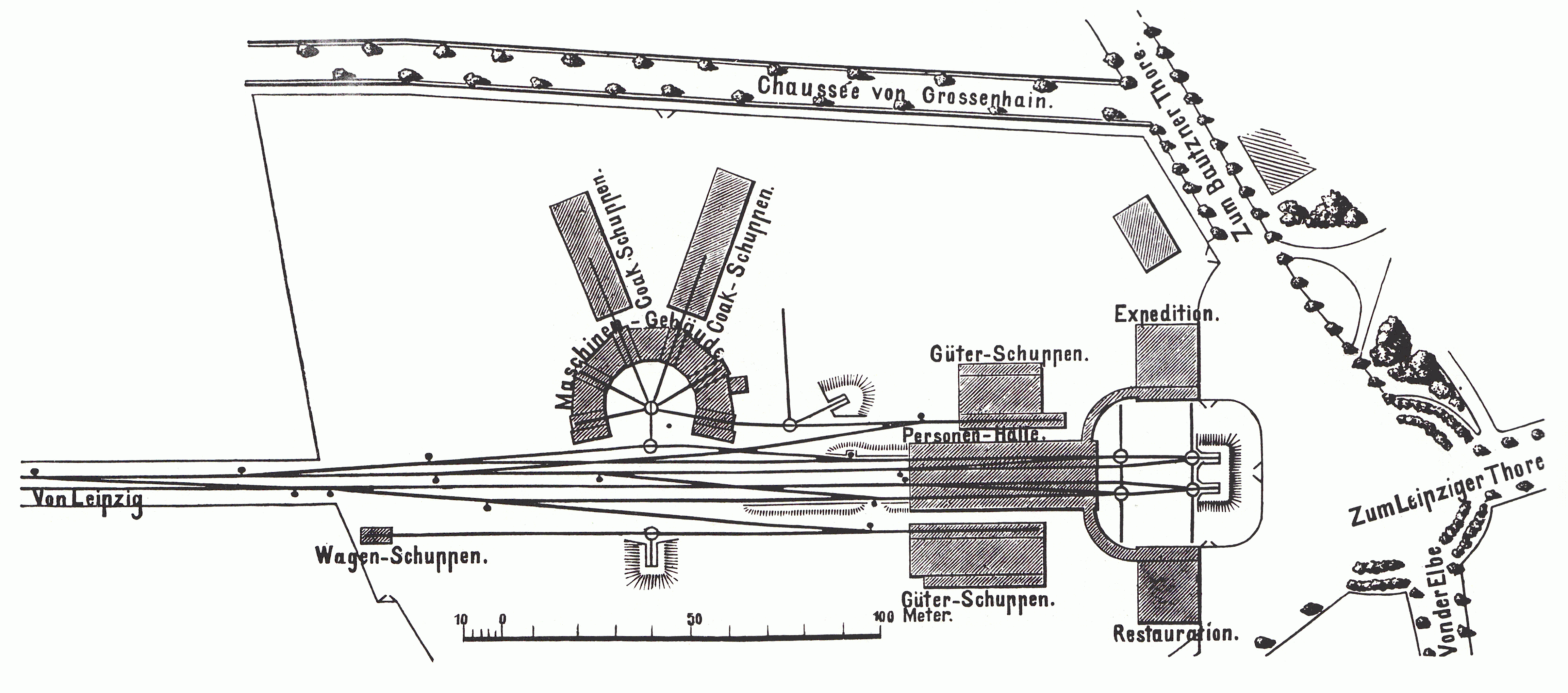
Lageplan des Leipziger Bahnhofs aus dem Eröffnungsjahr 1839

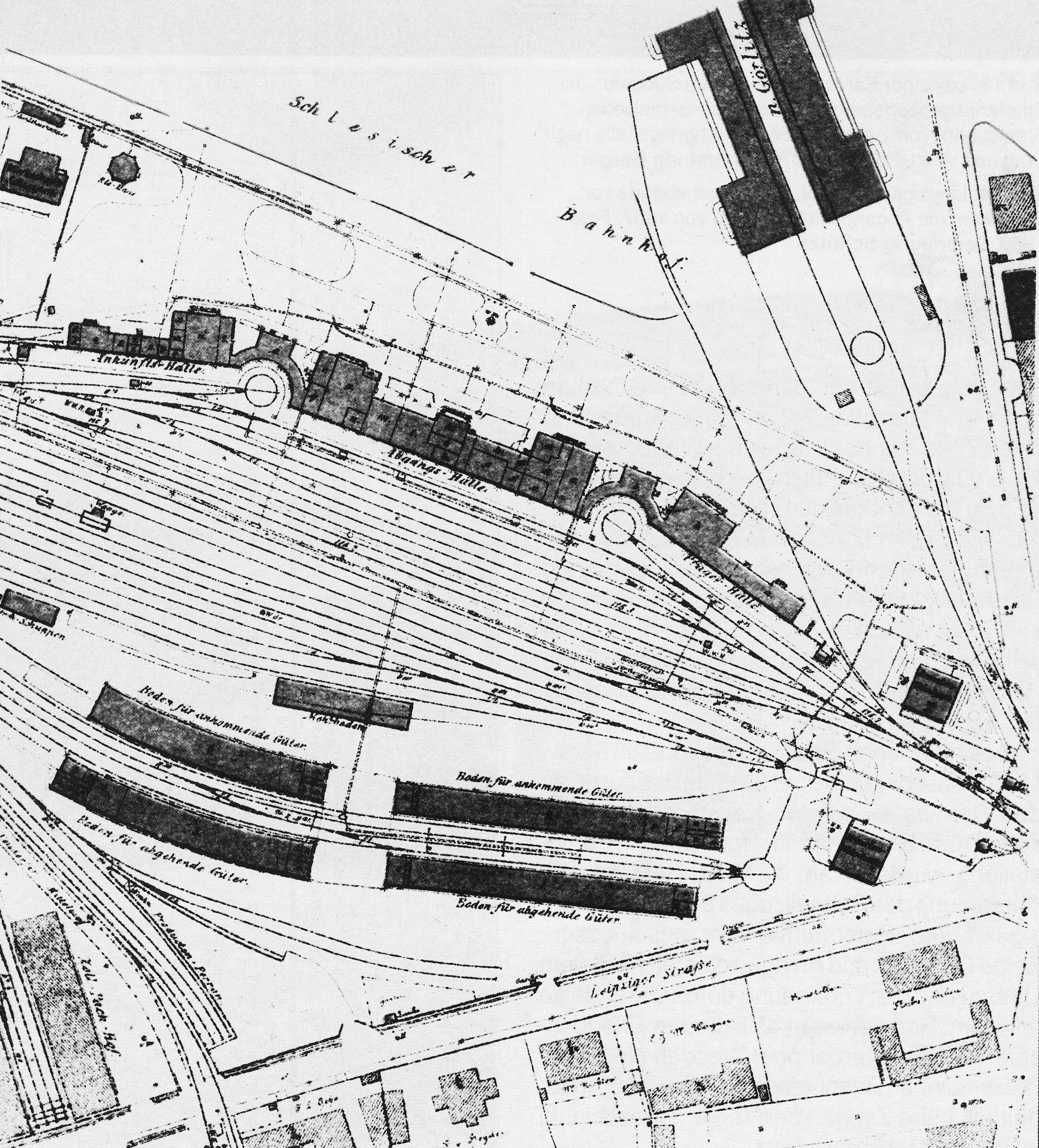
Lageplan des Leipziger Bahnhofs aus dem Jahr 1877

In der Residenzstadt gelegen, erfuhr der Bahnhof eine, im Vergleich zu den anderen Bahnhöfen der Strecke, besonders repräsentative Ausgestaltung. Der erste Bahnhof wurde im klassizistischen Stil errichtet. Kubische zweigeschossige Gebäude mit aufgesetztem Mezzanin flankierten zu beiden Seiten den Vorplatz mit seinen Drehscheiben. Dieser pavillonartige Gebäudetyp war im Klassizismus weit verbreitet. Ein noch heute erhaltenes, stilistisch sehr ähnliches Gebäude stellt das von Friedrich Wilhelm von Erdmannsdorff erbaute Schlösschen Luisium dar.
Zum Vorplatz hin offene Kolonnaden verbanden in je einem Viertelkreis diese Gebäude mit der Personenhalle. Je zwei Rundbögen für Giebeldurchfahrten schlossen die 50 Meter lange Personenhalle an ihren Schmalseiten ab. Da nach englischem Vorbild zunächst links gefahren wurde, befand sich der Eingang zur Abfahrseite links, und der Ausgang auf der rechten Seite. Verglichen mit den repräsentativen Gebäuden waren die beiden Seitenbahnsteige mit nur 1,70 Meter Breite von bescheidenen Ausmaßen.
Zunächst beherbergte die Personenhalle nur drei Gleise. Mehrere kleine Drehscheiben übernahmen das Umsetzen der Lokomotiven auf dem Vorplatz sowie die Einfahrt in das massiv aus Ziegeln erbaute Maschinenhaus. Mit seiner polygonalen Grundfläche stellt es einen Vorläufer der später verbreiteten Ringschuppen dar. Während die sechs Maschinenstände eine rechteckige Grundform aufwiesen, erhielten die dazwischen angeordneten Schmieden, Werkstätten bzw. Aufenthaltsräume eine Grundform aus symmetrischen Paralleltrapezen. An weiteren Gebäuden bestanden zwei Güterschuppen an den beiden Längsseiten der Personenhalle sowie Koksschuppen, eine kleine Wagenremise und ein Königswagenschuppen.
Das 1847 im Stil des Spätklassizismus errichtete neue Empfangsgebäude wurde seitlich zu den Gleisanlagen in Richtung Großenhainer Straße angeordnet. Dies gilt ebenfalls für den weitere zehn Jahre später eingeweihten, insgesamt 280 Meter langen Empfangsgebäudekomplex, der wesentlich näher an der Großenhainer Straße erbaut wurde und somit den Gleisanlagen mehr Platz bot. Dieser dritte Leipziger Bahnhof bestand aus einer zentralen Abgangshalle für Züge in Richtung Leipzig sowie zwei an beiden Seiten angeordneten weiteren Hallen. Auf stadtauswärtiger Seite befand sich die Ankunftshalle für Züge aus Leipzig, auf stadteinwärtiger Seite die Prager Halle der Sächsisch-Böhmischen Eisenbahn für Züge aus und in Richtung Prag. Rundbauten mit Drehscheiben zum Richtungswechsel verbanden diese beiden Gebäude mit dem zentralen Mittelbau. Während der Mittelbau und die verbindenden Rundbauten eingeschossig ausgeführt waren, besaßen die Seitenflügel ein aufgesetztes Halbgeschoss.
Die im selben Zeitraum neu errichteten Güteranlagen liegen dagegen zur Leipziger Straße hin. Es entstanden vier große Güterboden sowie ein Marktboden.
Der Güterbahnhof Dresden-Neustadt besteht aus denselben Gebäuden, lediglich die Prager Halle musste den Hochgleisanlagen zwischen dem Personenbahnhof Dresden-Neustadt und der Marienbrücke weichen. Die noch erhaltenen Gebäude des ehemaligen Empfangskomplexes stehen heute unter Denkmalschutz. Durch die Hochgleisanlagen in Richtung Südosten beschränkt, sind die südöstlichen Gleisanlagen des Güterbahnhofs Dresden-Neustadt nur in Richtung Nordwesten an die Bahnstrecke Dresden-Pieschen–Dresden-Neustadt angeschlossen. Der weiter nordöstlich gelegene Teil jenseits der Erfurter Straße hat dagegen in beide Richtungen direkten Anschluss an die Bahnstrecke.

## Bahnbetriebswerk Dresden-Pieschen

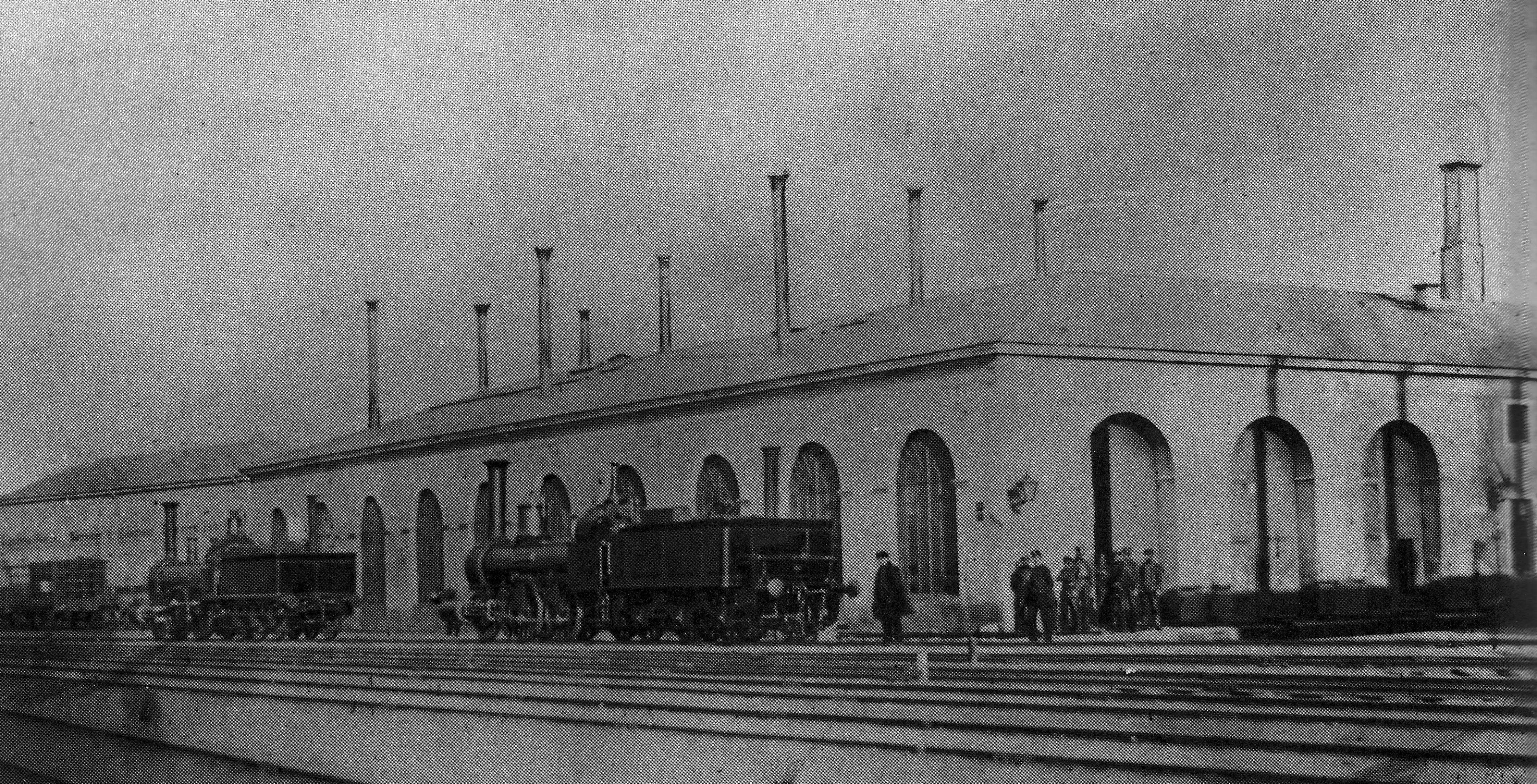
Maschinenhaus von 1852 (um 1860)

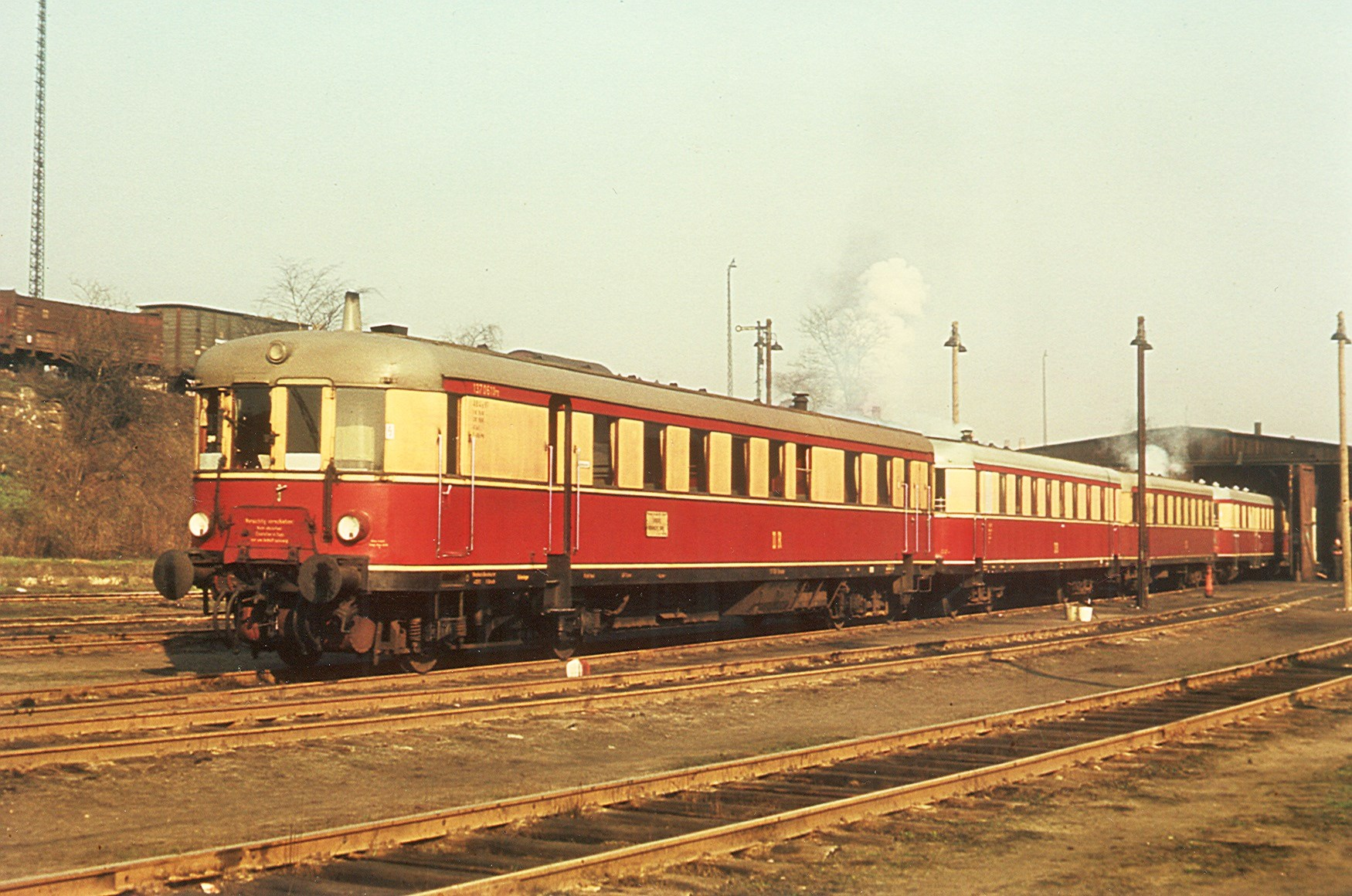
Triebwagen VT 137 im Bw Dresden-Pieschen (1964)

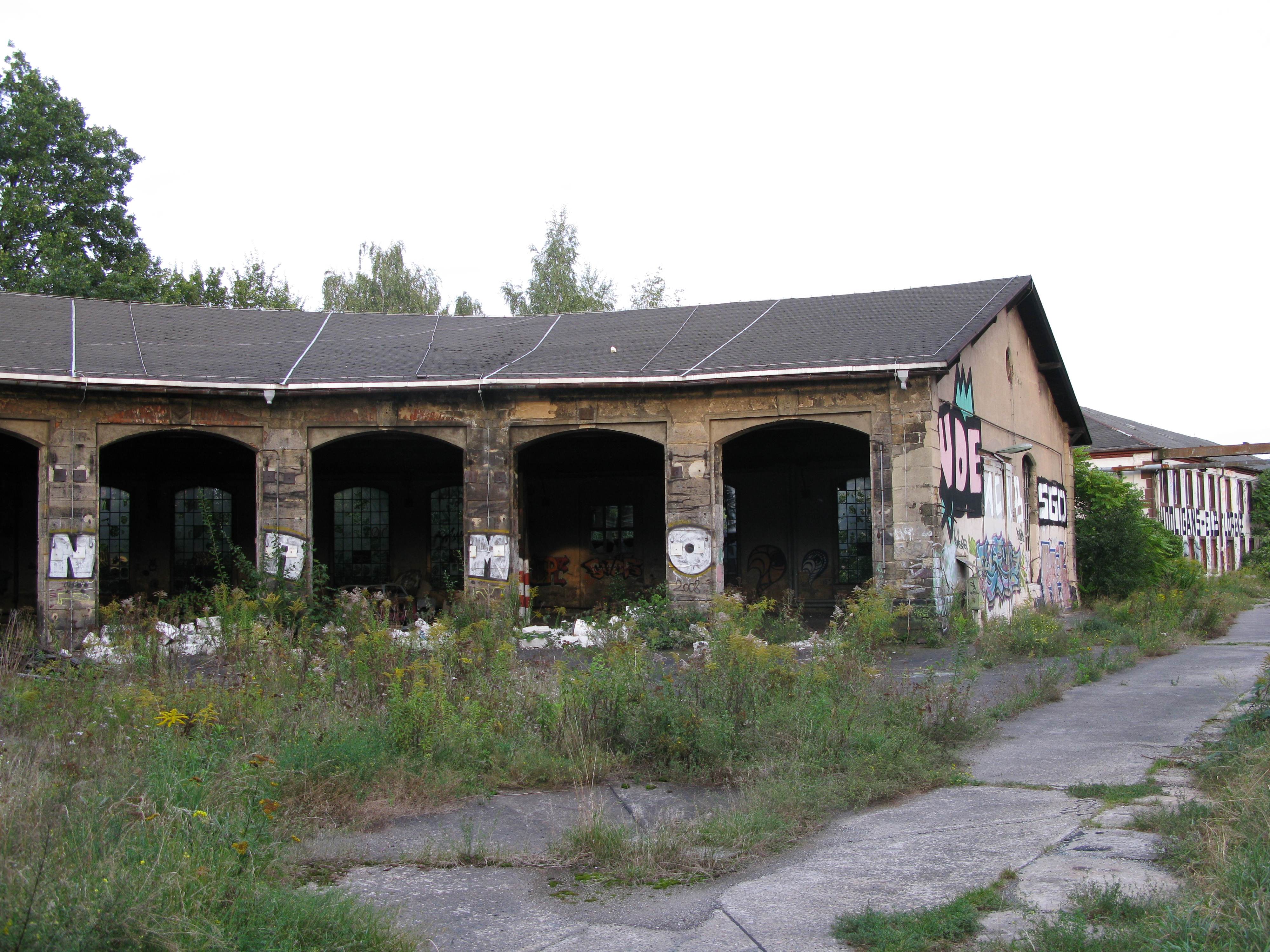
Der heute abgerissene Ringlokschuppen von 1869 war im Jahr 2009 nur noch eine Ruine.

Die Anlagen des Maschinenbahnhofs Dresden Leipziger Bahnhof gingen 1899 im Bahnbetriebswerk Dresden-Pieschen auf. Zunächst für den Einsatz von Dampflokomotiven im Vorortverkehr zuständig, dauerte die Dampflokzeit jedoch nur bis zum 14. November 1933. Insbesondere der große Maschinenschuppen mit rechteckigem Grundriss begünstigte die Verwendung der Anlagen zur Stationierung von Triebwagen, die fortan im Bahnbetriebswerk Dresden-Pieschen beheimatet waren. Daneben wurden auch Kraftfahrzeuge der Bahn (zum Beispiel zum Transport von Lokomotiven und Wagen mittels Straßenrollern) sowie Diesellokomotiven hier stationiert. Die ersten acht in Dresden-Pieschen stationierten Triebwagen VT 137 058–137 065 befuhren im Eilzugverkehr die beiden Strecken nach Leipzig sowie jene nach Chemnitz, Görlitz und Zittau. Weitere Baureihen folgten, mit Beginn des Zweiten Weltkriegs musste der Betrieb der Verbrennungsmotortriebwagen jedoch aus Kraftstoffmangel eingestellt werden. Die Luftangriffe auf Dresden am 13. Februar sowie am 17. April 1945 führten zur weitgehenden Zerstörung der Anlagen sowie einiger noch dort abgestellter Triebwagengarnituren.
In den Nachkriegsjahren erfolgten zunächst die provisorische Wiederherstellung der Triebwagenhalle in hölzerner Bauweise sowie die Aufarbeitung nicht mehr betriebsfähiger Fahrzeuge. Zum Sommerfahrplan 1947 erfolgten die ersten Nachkriegseinsätze der Dresdner Triebwagen. Ab dem Jahr 1963 waren die ersten Neubaudiesellokomotiven der DR-Baureihe V 180 im Betriebswerk beheimatet und sorgten für eine qualitative Verbesserung des Reisezugverkehrs. Für die Wartung der V 180 war das Bahnbetriebswerk Dresden-Pieschen jedoch nur unzureichend ausgerüstet. Die Stationierung dieser Lokomotiven ging deshalb an das Bahnbetriebswerk Dresden-Friedrichstadt über, das schon beim Bau für die Beheimatung der modernen Traktionsarten vorgesehen worden war.
Am 25. September 1965 setzte das Bahnbetriebswerk Dresden-Pieschen letztmals Dieseltriebwagen der Vorkriegsbauarten ein, bevor es zum Jahreswechsel 1965/66 aufgelöst wurde. Die Anlagen nutzte fortan das Kraftwagenbetriebswerk Dresden (Kbw Dresden), das für die Wartung und Instandhaltung der bahneigenen Kraftfahrzeuge zuständig war. Seit dessen Auflösung Anfang der 1990er Jahre standen die Gebäude leer und verfielen; ab Ende 2010 wurden sie abgerissen.

## Überreste

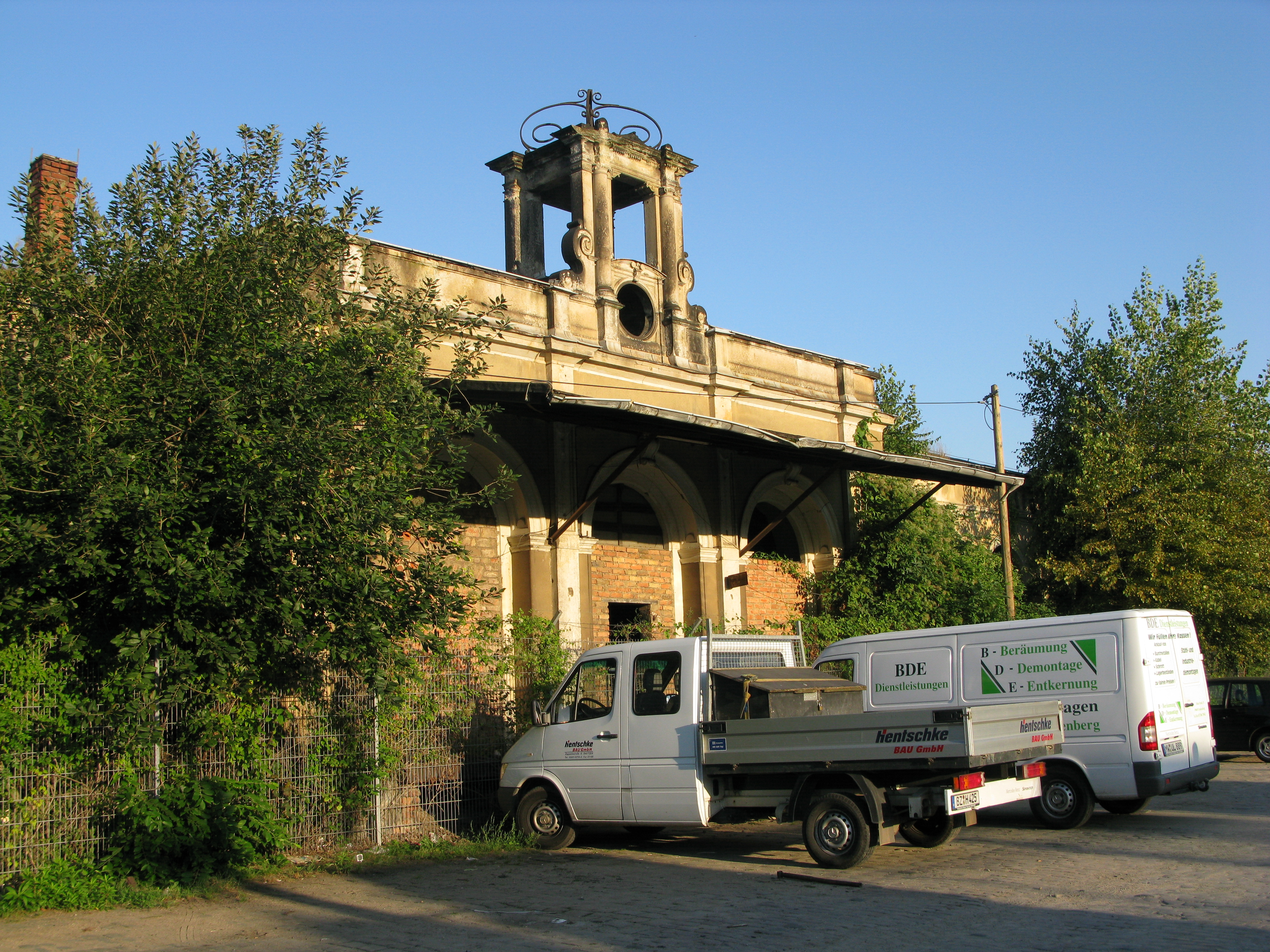
Haupteingang des Empfangsgebäudes von 1857 (2009)

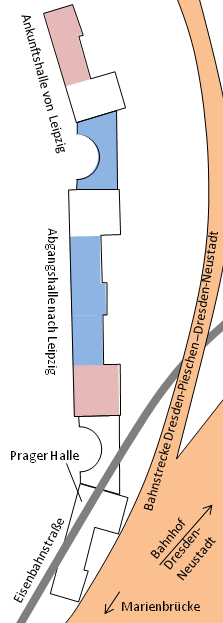
Übersicht über die erhaltenen Gebäudeteile des Empfangskomplexes (rosa: saniert und in Nutzung; blau: stark sanierungsbedürftig oder Ruine; weiß: nicht erhalten)

Seit dem Abriss der beiden kubischen Flügelbauten 1899 beziehungsweise 1900 sind keine Gebäude des ursprünglichen Bahnhofs mehr erhalten. Das zweite Empfangsgebäude von 1847 ist ebenfalls nicht mehr vorhanden. Einige Gebäude des Empfangskomplexes von 1857 existieren jedoch noch.
Die erhaltenen Gebäude des Empfangskomplexes sind von der Eisenbahnstraße aus gut zugänglich. Einige sanierte Gebäudeteile befinden sich als Bürogebäude in Nutzung, der Zustand der übrigen Gebäude beziehungsweise Gebäudeteile ist jedoch stark sanierungsbedürftig.